# Trentepohlia (Paramongoma) roraimicola
Trentepohlia (Paramongoma) roraimicola is een tweevleugelige uit de familie steltmuggen (Limoniidae). De soort komt voor in het Neotropisch gebied.